# 김기한
김기한(1990년 7월 11일 ~ )은 전 KBO 리그 넥센 히어로즈의 투수이다.